# Unternehmensgruppe Karl
Die Unternehmensgruppe Karl (Eigenschreibweise KARL-Gruppe) besteht aus rund 44 Gesellschaften und hat ihren Hauptsitz in Hengersberg im niederbayerischen Landkreis Deggendorf. Ihre Tätigkeitsfelder umfassen die Geschäftsbereiche Bau, Industrie, Immobilien und Energie.

## Karl Bau GmbH
Die Karl Bau GmbH ist eine familiengeführte Unternehmensgruppe mit Sitz in Hengersberg in Niederbayern. 
Das Unternehmen wurde 1966 durch Günther Karl sen. als Baggergewerbe gegründet. 1971 folgte der Bau des Betriebssitzes in Innernzell. In der Folgezeit wurde die Unternehmensgruppe regelmäßig und deutlich erweitert. Darüber hinaus erfolgten Übernahmen in vielen Bereichen, wie z. B.
- 1978 zweier Baufirmen in Bodenmais und Stuttgart,
- 1980 ein Textilwerk in Augsburg und eine Papierfabrik in Teisnach,
- 1992 einer Spinnerei in Bayreuth,
- 1996 einer Baufirma in München und einer Ventialatorenfabrik in Göttingen und
- 2002 der Holzmann Holding und 4 Tochtergesellschaften in Berlin.

Daneben kaufte oder baute die Unternehmensgruppe Wasserkraftwerke u. a. im bayerischen Wald, in Augsburg, an der Talsperre Kriebstein (ebenfalls im Besitz der Karl-Gruppe), in Gumpenried, Wolfsheck, Baienfurt und Albbruck. Die Wasserkraftwerke werden von Tochterunternehmen betrieben und der gewonnene Strom in das öffentliche Netz eingespeist.
Für den Schiefen Turm von Pisa wurde 1990 ein Verfahren entwickelt und patentiert, das den Turm vor dem Einsturz retten sollte. Das Verfahren kam jedoch nicht zum Einsatz. Ebenso wurde eine Methode für den Abriss von Großsilos zum Patent angemeldet.
Die Firma befindet sich in zweiter Generation im Familienbesitz. Im Laufe der Zeit wurde die Gründungsfirma bei Erweiterungen um nachfolgende Firmen der Unternehmensgruppe Karl ergänzt, um die einzelnen Aktivitäten sinnvoll zu trennen.

## Leistungsspektrum
Die Unternehmensgruppe ist in den Geschäftsfeldern Bau, Industrie, Immobilien und auch Energie tätig.
- Bau: Neben Erd-, Autobahn- und Straßenbau und Erschließungsarbeiten, werden insbesondere auch Groß- und Spezialabbrüche sowie Altlastensanierung durchgeführt.

- Industrie: Die Unternehmensgruppe übernimmt entweder Industriebrachen und entwickelt diese nachhaltig oder restrukturiert sanierungsbedürftige Unternehmen.

- Immobilien: An- und Verkauf von Immobilien, Immobilienverwaltung sowie Immobilienprojekte sind Schwerpunkt dieses Bereichs, insbesondere gewerbliche Objekte.

- Energie: Die Unternehmensgruppe besitzt sieben Wasserkraftwerke in Deutschland, welche rund 60 Millionen kW-Stunden pro Jahr und damit Strom für ca. 50.000 Personen erzeugen. Eingestiegen in den Energiesektor ist das Unternehmen bereits im Jahr 1983 mit dem Erwerb des ersten Wasserkraftwerkes im Bayerischen Wald.

## Kontroverses

### Abrisse
Die Unternehmensgruppe Karl sorgte unter anderem für schnelle und spektakuläre Abrissvorgänge verschiedener Bauwerke, darunter auch im Jahr 2004 der Abriss der Nibelungenhalle in Passau und im Jahr 2000 der Abriss der Max-Brücke in Deggendorf (die Brücke ließ Günther Karl entgegen Absprachen in die Donau stürzen).

### Trabrennbahn Daglfing
Spektakulär erwarb die Unternehmensgruppe Karl 2005 das Areal der Trabrennbahn Daglfing (20 ha) in München. Dafür verpflichtete sie sich damals, in Maisach eine neue Pferdesportanlage zu errichten. Dies sollte auf einer Fläche von 64 ha geschehen.
2016 einigten sich die Baufirma und der Traberverein nach jahrelangem Rechtsstreit, dass die Traber die Bahn in Daglfing noch bis mindestens 2022, wahrscheinlich aber bis 2025 nutzen dürfen. Der Verein erhält von der Baufirma 3,8 Millionen Euro und wird durch die Baufirma entschuldet. Gleichzeitig verpflichtet sich die Baufirma nun nur noch, eine Bahn mit 1000 Meter Länge zu bauen, der Traberverein müsste hingegen das Grundstück stellen.

### Eishalle Deggendorf
Kontrovers wurde 2013 in Deggendorf und Umgebung von der Bevölkerung die Vergabe der Sanierung der Eishalle Deggendorf auf Basis von Erbbaurecht diskutiert; bei dieser Vergabe war das Angebot der Unternehmensgruppe Karl das einzige dem Deggendorfer Stadtrat vorliegende Angebot. Die Stadt mietete die Eishalle für jährlich 5 Prozent der von der Unternehmensgruppe Karl aufgebrachten Investitionssumme zurück und erhielt das Recht, die Halle von der Unternehmensgruppe für den Kaufpreis der aufgebrachten Investitionssumme zurückzukaufen, nach Ablauf von 30 Jahren zum Zeitwert.
Im März 2016 gab die Stadt Deggendorf bekannt, die Eishalle für geschätzt 8,4 Millionen Euro zurückkaufen zu wollen. Durch einen Bundeszuschuss von 2 Millionen Euro würden die tatsächlichen Kosten für die Stadt jedoch nur 6,4 Millionen Euro betragen.

### Karl-Turm in Deggendorf
In der Stadt Deggendorf, in der die Unternehmensgruppe Karl neben etlicher Wohngebäuden und einiger Studentenwohnheimen auch Eigentümer mehrerer Einkaufsmärkte und der von ihr neu errichteten Eislaufhalle ist, plant die Unternehmensgruppe derzeit die Neuentwicklung eines Stadtteils zwischen der Altstadt, der Donau und der Technischen Hochschule. Der Großteil der Grundstücke befindet sich im Besitz der Unternehmensgruppe. Kontrovers wurde in der Region jedoch das geplante neue Verwaltungshochhaus („Karl-Turm“) mit 36 m Höhe am Rand der historischen Altstadt diskutiert; dieses Hochhaus würde aus der Silhouette der Stadt markant herausragen. Ab 3. Dezember 2014 wurde von drei Stadträten der Freien Wähler eine Unterschriftensammlung für ein Bürgerbegehren zur Höhenbegrenzung des Hochhauses auf 22 m begonnen. Am 13. Januar 2014 konnte die Initiative weit mehr als die erforderlichen 1800 Unterschriften im Rathaus Deggendorf übergeben. Der Bürgerentscheid fand am 22. März 2015 statt. Dabei erreichte das dem Bürgerbegehren entgegengestellte Ratsbegehren 68 %, das Bürgerbegehren 51 %. Die Stichfrage wurde mit 60 % für das Ratsbegehren entschieden. Beide Begehren konnten jedoch das notwendige Quorum von 20 % nicht erreichen (Stadtrat: 19 %, Bürger: 12 %; bei einer Wahlbeteiligung von 32 %) und wurden daher nicht bindend. Das Bürgerbegehren scheiterte somit, der Stadtratsbeschluss mit der Vorgabe von 36 m Höhe für das geplante Gebäude blieb gültig.

### Skandal um illegale Bauschuttentsorgung
Mitte 2022 wurde ein Skandal um illegale Entsorgung von Bauschutt und pechhaltigem Straßenaufbruch durch die Karl-Gruppe öffentlich. Das Material wurde in einer Kiesgrube bei Passau ungenehmigt entsorgt. Es kam zu einer Durchsuchung der Geschäftsräume der Karl Bau in Hengersberg. Die Karl-Gruppe steht außerdem im Verdacht, Asbest aus dem Abriss der Freyunger Gesa-Klinik unsachgemäß entsorgt zu haben. Im Rahmen einer weiteren Durchsuchung wurde Günther Karl senior am 6. Dezember 2023 in Untersuchungshaft genommen und nach zwei Wochen gegen Kaution entlassen.

## Auszeichnungen
Am 20. November 2010 wurde Günther Karl sen. zum Ehrensenator der TH Deggendorf ernannt.